# Leyla Huerta
Leyla Augusta Huerta Castillo (Lima, 1978) es una ingeniera agrónoma, investigadora y activista de los derechos y la representatividad de las personas trans en el Perú. Coordinadora de Proyectos Epicentroy fundadora de la organización Féminas Perú.

## Biografía
Leyla Huerta es activista por los derechos humanos. En 2015 fundó Féminas Perú, institución que tiene como fin empoderar a las mujeres trans. Es una activista enfocada en la comunidad LGTBIQ+, que defiende las varias formas de violencia, en especial, a esta población vulnerable. Ella señala los retos cotidianos que enfrentan las mujeres trans en el Perú:
- Rechazo y crítica social
- Falta de visibilización y representación
- Acoso puro y duro
- La hipersexualización
- El mundo de la prostitución
- Falta de oportunidades educativas y laborales
- Los complicados lazos familiares
- La cuerda floja de la salud mental
- Falta de espacios seguros
- Pormenores de las relaciones y la vida amorosa

Participa en el programa Radio Trans, espacio dirigida por artistas, activistas e intelectuales que se enfocan en la comunidad LGTBIQ+ en el Perú. En 2020, el Ministerio de Justicia y Derechos Humanos dio un reconocimiento a Huertas por su labor en la representatividad de las mujeres trans. Dos años después, en el 2022, fue candidata al Gobierno Regional de Lima para el cargo de regidora provincial por el Partido Morado.
En 2024, Huertas tuvo una postura activa de rechazo frente al DS 009-2024, el cual que incluyó las identidades trans en la lista de trastornos mentales. Junto a más de 200 organizaciones LGBTIQ+ a nivel nacional, exigieron la derogación total de este decreto, así como la demanda de políticas de disculpas públicas  por el maltrato y la humillación pública hacia la comunidad trans. Asimismo, ha considerado que esta clasificación podría dificultar los procesos judiciales de cambio de sexo y nombres para las personas.
Huerta ha reflexionado sobre la participación y la discriminación hacia la comunidad LGTBIQ+ en los procesos electorales, y ha señalado las dificultades que presenta la Oficina Nacional de Procesos Electorales como ente regulador en el ámbito jurídico. Este contexto se relaciona con la baja participación de las personas trans en las urnas.

## Filmografía
- En el fuego (2008), de Dante Alencastre. Huertas protagoniza el documental junto Gabriela Mariño, Belissa Andía, entre otras.[12]

## Fotografía
- Vírgenes de la puerta (2014-2016), de Juan José Barboza-Gubo y Andrew Mroczek. Huertas participó como modelo.[13]